# Anna Weissbrot–Koziarska
Anna Danuta Weissbrot–Koziarska (ur. 1969) – polska pedagog, specjalizująca się w pedagogice społecznej i pracy socjalnej; nauczyciel akademicki związana z uczelniami w Brzegu i Opolu.

## Życiorys
Urodziła się w 1969 roku. Po ukończeniu kolejno szkoły podstawowej i średniej oraz pomyślnie zdanym egzaminie maturalnym podjęła studia na kierunku pedagogika na Uniwersytecie Wrocławskim. Ukończyła je w 1994 roku zdobyciem tytułu zawodowego magistra. Następnie podjęła pracę zawodową w charakterze pedagoga, a następnie związała się zawodowo z Uniwersytetem Opolskim, zaczynając swoją karierę od stanowiska asystenta. W 2004 roku na uczelni tej uzyskała stopień naukowy doktora nauk humanistycznych w zakresie pedagogiki na podstawie pracy pt. Społeczne przystosowanie dziecka wiejskiego w młodszym wieku szkolnym, której promotorem była prof. Józefa Brągiel. Niedługo potem została adiunktem w Instytucie Nauk Pedagogicznych Uniwersytetu Opolskiego. W 2012 roku Rada Wydziału Pedagogicznego Uniwersytetu Katolickiego w Rużomberku na Słowacji nadała jej stopień naukowy doktora habilitowanego nauk społecznych w zakresie pedagogiki o specjalności praca socjalna na podstawie rozprawy nt. Teoretyczny i praktyczny wymiar poradnictwa socjalnego dla rodzin. 
Poza działalnością naukową na Uniwersytecie Opolskim pełniła także szereg ważnych funkcji organizacyjnych. Od 2013 roku kieruje Zakładem Pracy Socjalnej w Instytucie Nauk Pedagogicznych UO na stanowisku profesora nadzwyczajnego. Od 2016 do 2018 roku była prodziekanem ds. badań naukowych i współpracy z zagranicą na Wydziale Nauk Społecznych UO, a od 6 grudnia tego samego roku pełni funkcję jego dziekana w zastępstwie prof. Janusza Dorobisza. Wykładała także na Wydziale Pedagogicznym w Wyższej Szkole Humanistyczno-Ekonomicznej w Brzegu oraz Kolegium Pracowników Służb Społecznych we Wrocławiu. Była członkinią Regionalnej Komisji do nadawania stopni specjalizacji w zawodzie pracownik socjalny przy Urzędzie Marszałkowskim w Opolu (2009-2012). Działa w Polskim Towarzystwie Pedagogicznym, jak i Polskim Stowarzyszeniu Szkół Pracy Socjalnej.

## Dorobek naukowy
Zainteresowania naukowe Anny Weissbrot-Koziarskiej dotyczą rodzinnego poradnictwa socjalnego, innowacyjnych technik i narzędzi w pracy socjalnej, unowocześniania rynku usług socjalnych, wyrównywania szans edukacyjnych dzieci z różnych środowisk oraz poprawy warunków funkcjonowania dzieci ze środowisk wiejskich. Według stanu na koniec 2018 roku wypromowała 251 licencjatów, 126 magistrów i 1 doktora. Do jej najważniejszych publikacji należą m.in.:
- Społeczne funkcjonowanie dziecka wiejskiego w młodszym wieku szkolnym (2004)
- Profesjonalizm zawodu nauczyciela. Konteksty teoretyczne i empiryczne, współautor: Joanna Janik (2006)
- Poradnictwo socjalne dla rodzin. Podręcznik akademicki (2013)
- Słownik metod, technik i form pracy socjalnej, opiekuńczej i terapeutycznej. Tom 1, współautor: Piotr Sikora (2013)
- Słownik metod, technik i form pracy socjalnej, opiekuńczej i terapeutycznej. Tom 2, współautor: Iwona Dąbrowska-Jabłońska (2013)
- Słownik metod, technik i form pracy socjalnej, opiekuńczej i terapeutycznej. Tom 3, współautor: Iwona Dąbrowska-Jabłońska (2014)